# ファミスタ'92
『ファミスタ'92』（ファミスタきゅうじゅうに、Famista '92）は、1991年12月20日にナムコ (後のバンダイナムコエンターテインメント) から発売された日本のファミリーコンピュータ用ゲームソフト。「ナムコット ファミリーコンピュータゲームシリーズ」第76弾。

## 概要
- 選手パラメータに「人気」が追加される。これに伴い、以下のモードが追加されている。
  - 人気の高い選手は応援が特別仕様になり、ファンファーレとともに桜吹雪が登場。
  - 実在球団をモデルにした12球団を対象にした「オールスター」モード。
  - コーンリーグ（Cリーグ - セントラル・リーグ）ガイアンツ・タイタンズ・カーズ・ドラサンズ・ホイールズ・スパローズ
  - ポテトリーグ（Pリーグ - パシフィック・リーグ）ライオネルズ・バッカルーズ・ファイアーズ・ブルーウインド（前作までブラボーズ）・オリエンツ・ホーネッツ
  - ただし、メンバーの選定は完全ランダムでプレイヤーが編成することは出来ない。
  - 守備位置や人気により複数チームを合併させてオリジナルの連合チームを作成出来る「れんごう」モードの追加。
- 打撃練習・守備練習モードがそれぞれ追加。成績によって、監督のセリフが変わる。
- 各球団ごとに、当時の監督の顔グラフィックが用意されている（ナムコスターズはパックマン）。タイム時や、打撃・守備練習、試合終了後のスポーツニュースに登場。
- 元々走力が高かったナムコスターズのぴのの走力が、本作から走力40となる。
- 従来は代打のみであった野手交替が代走・守備固めでも可能になっている。これに伴い、控え選手枠が5名に増加。
- 前作までのプロスターズ・アニメスターズに代わり、V9時代の読売ジャイアンツがモデルのビクトリーズ（Vチーム）・1985年の日本シリーズ制覇時の阪神タイガースがモデルのダイナマイツ（Dyチーム）が加わっており隠しチームは廃止。なお、この2チームはスーパーファミスタにも登場するが選手名はそれぞれ戦国武将と恐竜に変更されている。
- ビクトリーズ、ダイナマイツ、メジャーリーガーズとナムコスターズはゲストリーグとなっている。
- 球場はかわさきが前作に引き続き登場し、ところざわが2年ぶりに復活。この他、以下の2球場が新たに登場している。
  - うらろっこう - 神戸総合運動公園野球場（当時の通称はグリーンスタジアム神戸）がモデル。両翼99m・センター122m。
  - たまたま - 読売ジャイアンツ球場がモデル。両翼98m・センター122m。
- 試合中のアトラクションとして、ホームラン時の花火、ラッキー7のウェーブに加え、グラウンドボーイがトンボがけをするというグラウンド整備のビジュアルが追加された。